# Lionel Camisuli
Pas d'image ? Cliquez ici

a Compétitions nationales et continentales officielles uniquement.

b Matchs officiels uniquement.
Lionel Camisuli, né le 21 juin 1980 à Marignane (Bouches-du-Rhône), est un joueur français de rugby à XV évoluant au poste de deuxième ligne.

## Biographie
En 2006, il rejoint l'USA Limoges.

## Palmarès

### En club
- Vainqueur du Championnat de France espoirs en 2001 avec l'AS Montferrand[1].

### En sélection nationale
- International -19 ans[1].
- International -21 ans[1].
- International universitaire[1].